# Şarkikaraağaç (district)
Şarkikaraağaç is een Turks district in de provincie Isparta en telt 25.109 inwoners (2021). Het district heeft een oppervlakte van 827,4 km². Hoofdplaats is Şarkikaraağaç.
De bevolkingsontwikkeling van het district is weergegeven in onderstaande tabel.
| 1997   | 2007   | 2021   |
| ------ | ------ | ------ |
| 43.846 | 28.397 | 25.109 |